# Sachsenburg (Rhön)
Die Sachsenburg ist ein 720,9 m ü. NHN hoher Berg in der Rhön im Westteil von Thüringen. Sie befindet sich rund 1,8 km südwestlich von Oberalba, einem nordwestlichen Gemeindeteil von Dermbach in der Vorderen Rhön an der Nahtstelle zur Kuppenrhön. Ihr nördlicher Nebengipfel ist die 691,6 m ü. NHN hohe Röderburg, welche auch als Röderberg oder Hessenkuppe bezeichnet wird. Dort bezeugen alte Grenzsteine den Verlauf der Grenze zu Hessen in früherer Zeit. Heute verläuft sie in Richtung Süd-Südwest mindestens 4,8 km entfernt. Auf dem Röderberg befinden sich aus Basaltsteinen geschüttete Ringwälle, die als Bauwerk aus der frühen Latènezeit gedeutet werden. 
Südlich von Röderberg und Sachsenburg befindet sich der Zeller Kopf (693,8 m ü. NHN). Das Gebiet ist stark bewaldet und mit Wanderwegen touristisch erschlossen.